# Campeonato Mundial de Halterofilismo de 2017 - Até 48 kg feminino
A categoria até 48 kg feminino foi um evento do Campeonato Mundial de Halterofilismo de 2017, disputado no Centro de Convenções Anaheim, em Anaheim, nos Estados Unidos, entre 28 e 29 de novembro de 2017. 

## Calendário
Horário local (UTC-8) 
| Dia            | Horário | Fase    |
| -------------- | ------- | ------- |
| 28 de novembro | 13:55   | Grupo B |
| 29 de novembro | 17:25   | Grupo A |

## Medalhistas
| Evento    | Ouro                        | Ouro   | Prata                       | Prata  | Bronze                     | Bronze |
| --------- | --------------------------- | ------ | --------------------------- | ------ | -------------------------- | ------ |
| Arranque  | Thunya Sukcharoen (THA)     | 86 kg  | Saikhom Mirabai Chanu (IND) | 85 kg  | Ana Segura (COL)           | 81 kg  |
| Arremesso | Saikhom Mirabai Chanu (IND) | 109 kg | Thunya Sukcharoen (THA)     | 107 kg | Chiraphan Nanthawong (THA) | 102 kg |
| Total     | Saikhom Mirabai Chanu (IND) | 194 kg | Thunya Sukcharoen (THA)     | 193 kg | Ana Segura (COL)           | 182 kg |

## Recordes
Antes desta competição, o recorde mundial da prova era o seguinte:
| Recorde         | Tipo      | Atleta           | Peso   | Local         | Data                 |
| Recorde Mundial | Arranque  | Yang Lian (CHN)  | 98 kg  | Santo Domingo | 1 de outubro de 2006 |
| Recorde Mundial | Arremesso | Chen Xiexi (CHN) | 120 kg | Tai'an        | 21 de abril de 2007  |
| Recorde Mundial | Total     | Yang Lian (CHN)  | 217 kg | Santo Domingo | 1 de outubro de 2006 |

## Resultado
Os resultados foram os seguintes. 
| Pos.              | Atleta                      | Grupo | Arranque (kg) | Arranque (kg) | Arranque (kg) | Arranque (kg)     | Arremesso (kg) | Arremesso (kg) | Arremesso (kg) | Arremesso (kg)    | Total |
| Pos.              | Atleta                      | Grupo | 1             | 2             | 3             | Resultado         | 1              | 2              | 3              | Resultado         | Total |
| ----------------- | --------------------------- | ----- | ------------- | ------------- | ------------- | ----------------- | -------------- | -------------- | -------------- | ----------------- | ----- |
| Medalha de ouro   | Saikhom Mirabai Chanu (IND) | A     | 83            | 85            | 85            | Medalha de prata  | 103            | 107            | 109            | Medalha de ouro   | 194   |
| Medalha de prata  | Thunya Sukcharoen (THA)     | A     | 83            | 86            | 88            | Medalha de ouro   | 105            | 107            | 109            | Medalha de prata  | 193   |
| Medalha de bronze | Ana Segura (COL)            | A     | 78            | 81            | 83            | Medalha de bronze | 98             | 101            | 104            | 4                 | 182   |
| 4                 | Vương Thị Huyền (VIE)       | A     | 80            | 84            | 84            | 4                 | 100            | 100            | 100            | 5                 | 180   |
| 5                 | Chiraphan Nanthawong (THA)  | A     | 75            | 77            | 79            | 9                 | 97             | 99             | 102            | Medalha de bronze | 179   |
| 6                 | Elena Andrieș (ROU)         | A     | 77            | 77            | 79            | 5                 | 91             | 95             | 98             | 7                 | 177   |
| 7                 | Alyssa Ritchey (USA)        | A     | 75            | 75            | 78            | 8                 | 95             | 99             | 101            | 6                 | 177   |
| 8                 | Anaïs Michel (FRA)          | A     | 78            | 78            | 80            | 7                 | 97             | 100            | 100            | 8                 | 175   |
| 9                 | Carolina Valencia (MEX)     | B     | 73            | 75            | 77            | 10                | 95             | 98             | 98             | 10                | 170   |
| 10                | Mizuki Yanagida (JPN)       | B     | 70            | 72            | 74            | 11                | 90             | 93             | 95             | 11                | 169   |
| 11                | Amanda Braddock (CAN)       | B     | 71            | 74            | 74            | 12                | 91             | 91             | 95             | 13                | 165   |
| 12                | Genny Pagliaro (ITA)        | A     | 73            | 75            | 75            | 13                | 92             | 92             | 92             | 12                | 165   |
| 13                | Angélica Campoverde (ECU)   | B     | 70            | 73            | 75            | 14                | 90             | 93             | 93             | 14                | 163   |
| 14                | Ibuki Takahashi (JPN)       | B     | 68            | 70            | 72            | 15                | 90             | 90             | 93             | 16                | 162   |
| 15                | Fiorella Cueva (PER)        | B     | 63            | 66            | 68            | 17                | 87             | 90             | 92             | 15                | 156   |
| —                 | Nguyễn Thị Thúy (VIE)       | A     | 76            | 78            | 80            | 6                 | 104            | 104            | 104            | —                 | —     |
| —                 | Daniela Pandova (BUL)       | B     | 69            | 69            | 69            | 16                | 88             | 88             | 88             | —                 | —     |
| —                 | Manon Lorentz (FRA)         | B     | 75            | 75            | 75            | —                 | —              | —              | —              | —                 | —     |
| —                 | Andrea de La Herrán (MEX)   | B     | 74            | 74            | 74            | —                 | 90             | 90             | 90             | —                 | —     |
| —                 | Ýulduz Jumabaýewa (TKM)     | A     | 78            | 78            | 78            | —                 | 95             | 100            | 104            | 9                 | —     |